# Jimmy Wardhaugh
James « Jimmy » Wardows (né le 21 mars 1929 à Marshall Meadows en Écosse et mort le 2 janvier 1978 à Édimbourg) était un footballeur écossais.

## Biographie
Il fait partie du Terrible Trio de Heart of Midlothian dans les années 1950 avec Willie Bauld et Alfie Conn. Il est le meilleur buteur de tous les temps du championnat écossais, record tenu pendant 40 ans, avec 206 buts, qui n'est dépassé qu'en 1997 par John Robertson.

## Palmarès
Heart of Midlothian FC
- Champion du Championnat d'Écosse de football (1) :
  - 1958.
- Vice-champion du Championnat d'Écosse de football (3) :
  - 1954, 1957 & 1959.
- Meilleur buteur du Championnat d'Écosse de football (3) :
  - 1954: 27 buts, 1956: 28 buts & 1958: 28 buts.
- Vainqueur de la Scottish Cup (1) :
  - 1956.
- Coupe de la Ligue d'Écosse: 2

1954-55, 1958-59
Dunfermline Athletic FC
- Vainqueur de la Scottish Cup (1) :
  - 1961.